# 그리핀 파크
그리핀 파크(Griffin Park)는 잉글랜드 런던에 위치한 축구 경기장이다. 1904년 건설되었으며, 브렌트퍼드의 홈 구장이기도 하다.